# El Quiote (Teksas)
El Quiote je naseljeno mjesto za statističke potrebe u američkoj saveznoj državi Teksas. Prema popisu stanovništva iz 2010. u njemu je živjelo 208 stanovnika.